# Bildungssystem in Bulgarien

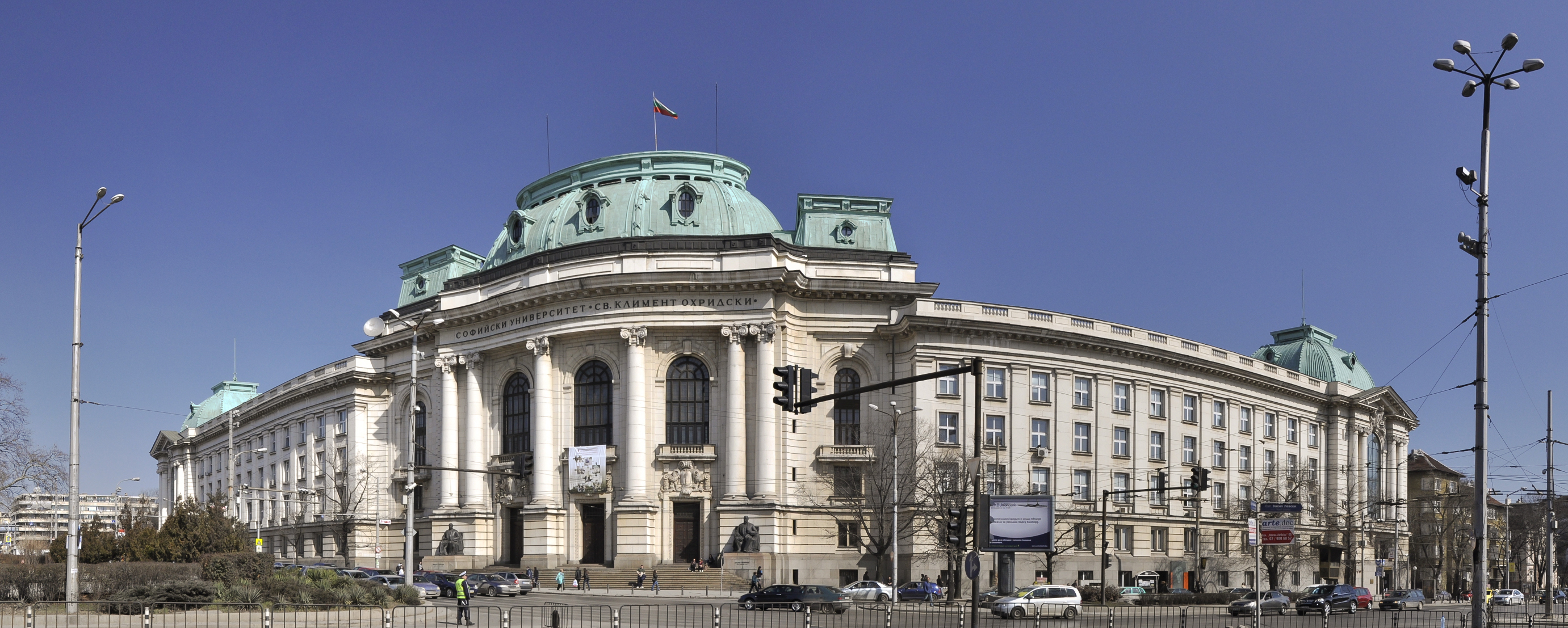
Rektorat der Universität Sofia, der ältesten und größten Hochschule

Die Bildung in Bulgarien untersteht dem bulgarischen Ministerium für Bildung und Wissenschaft (Министерство на образованието, младежта и науката, MOH). Das aktuelle Bildungssystem, das 1998 eingeführt wurde, umfasst 12 Schulstufen nach der Vorschule. Die Schulpflicht umfasst drei Jahre Vorschulbildung, dann seit 2017 mindestens 7 Jahre Grundschul- und Sekundarschulbildung. Die Schulpflicht reicht bis zum 16. Lebensjahr. Neben dem staatlichen System bestehen Privatschulen und private Hochschulen, deren Zahl in den 1990er Jahren schnell um das Zehnfache anstieg.

## Allgemeines

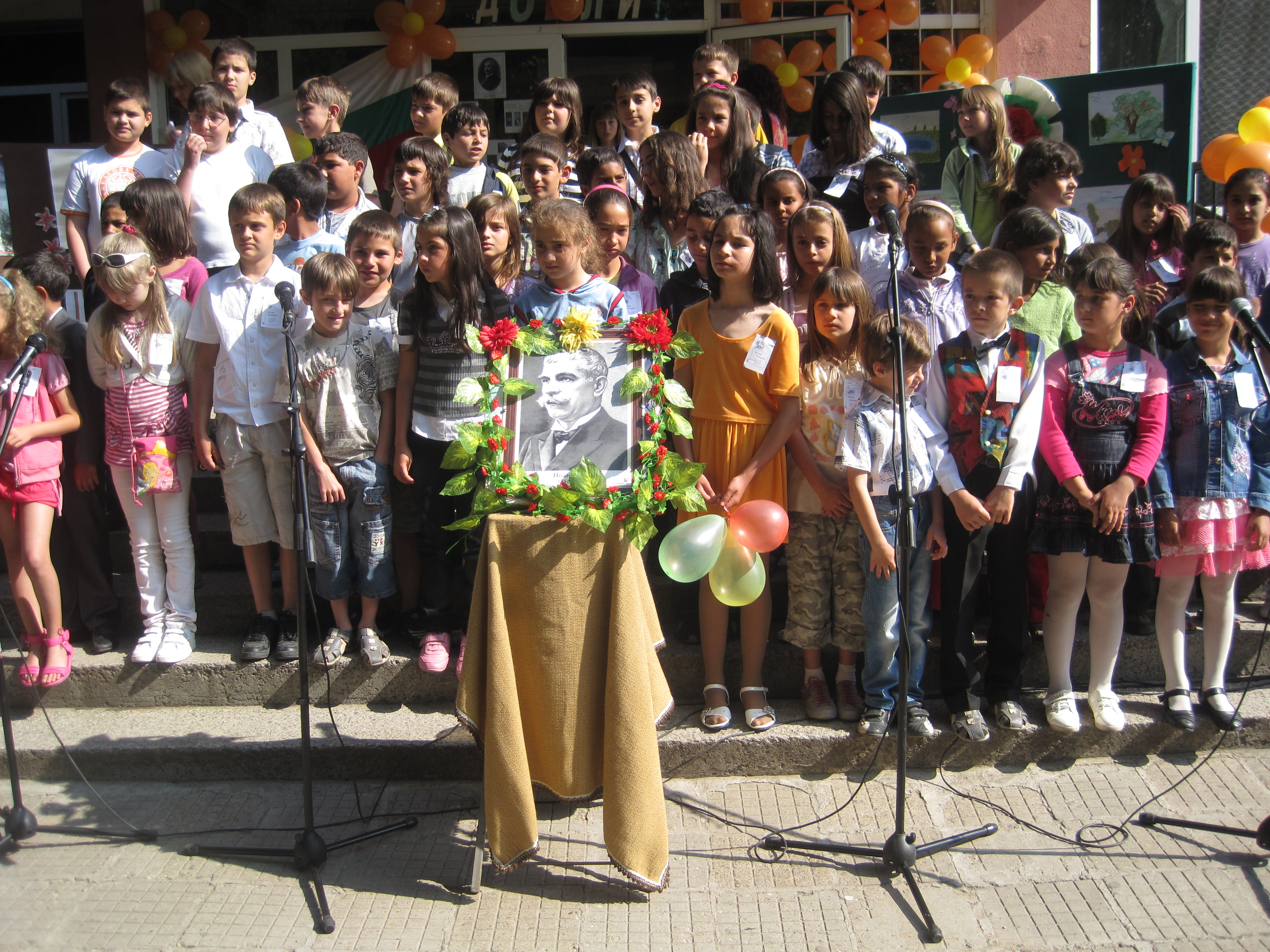
Schulfeier in Dolna Metropolija im Oblast Plewen

Das Schuljahr beginnt am 15. September und endet im Mai oder Juni, je nach Klassenstufe der Schüler. Es ist in zwei Halbjahre mit Weihnachts-, Oster- und Sommerferien unterteilt. Die Schüler verbringen in der Regel einen halben Tag in der Schule; viele Schulen arbeiten im „Schichtbetrieb“, entweder vormittags oder nachmittags, obwohl jüngere Schüler eher vormittags lernen. In einigen Grundschulen gibt es die Möglichkeit der Hortbetreuung, bei der die Schüler auf Wunsch der Eltern die andere Hälfte des Tages in der Schule verbringen und unter Aufsicht ihre Hausaufgaben vorbereiten.
Der Schulbesuch an staatlichen Schulen ist kostenfrei. Die staatlichen und privaten Hochschulen und Universitäten erheben Gebühren, bieten den Studenten auch Stipendien an.
Im Jahr 2020 wurden rund 4,0 Prozent des bulgarischen Staatshaushalts für Bildung aufgewendet (mehr als Rumänien (3,7), weniger als Deutschland (4,7)).
Die Staatssprache ist Bulgarisch. Bedeutende Minderheiten sind Türken (9 %), Roma (5 %) und Pomaken (ca. 100.000 bis 200.000 Menschen). Türkisch ist teilweise als Schulfach eingeführt worden, was in der kommunistischen Zeit nicht zulässig war.
Die wichtigsten Fremdsprachen in der Schule sind Englisch und Russisch, an dritter Stelle steht Deutsch. In Sofia gibt es eine Deutsche Schule.
Religionsunterricht ist in Bulgarien ein Wahlfach und nicht verpflichtend. Die Bulgarisch-orthodoxe Kirche, der mehr als 80 % der Bulgaren angehören, möchte den Religionsunterricht zu einem Pflichtfach machen. Dabei sollen sich laut einem Vorschlag des Heiligen Synods die Kinder aus christlichen Familien vor allem mit der Bibel beschäftigen, die muslimischen Schüler mit dem Koran und die Kinder aus atheistischen Familien mit ethischen Fragen. Gegenwärtig wird der Religionsunterricht vorwiegend von muslimischen Schülern besucht: Von insgesamt 550 000 Schülern besuchen 20 000 den muslimischen und nur knapp 3000 den christlichen Religionsunterricht. Die Muslime stellen 14 % der Bevölkerung.
Das Notensystem basiert auf Ziffern, wobei 6 die höchste und 2 die niedrigste Note ist. Die Note 6 bedeutet ausgezeichnet, 5 sehr gut, 4 gut, 3 ausreichend und 2 schlecht.

## Aufbau

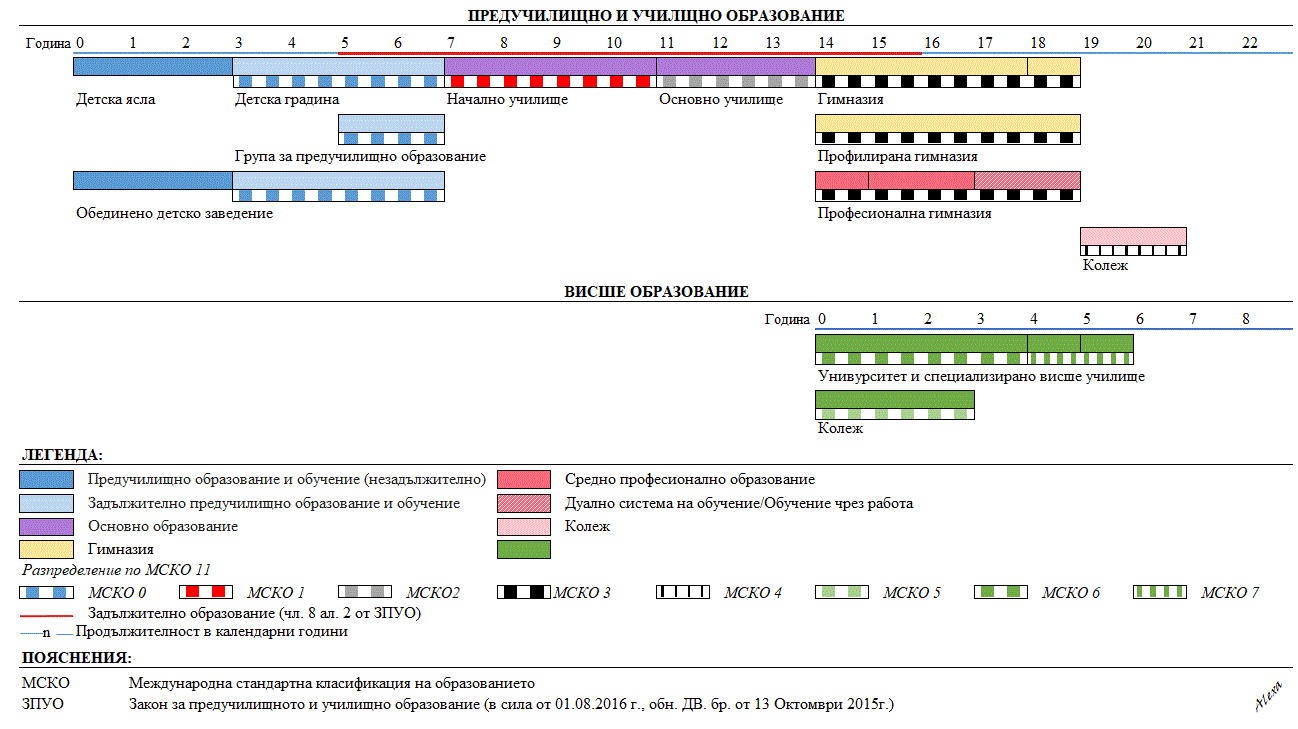
Das bulgarische Bildungssystem: horizontal oben nach Lebensjahren von 0 bis 22, unten nach Studiendauer von 1 bis 6 Jahren

Das Bildungssystem besteht aus vier Stufen:

### Vorschulbildung
Die Vorschule nimmt Kinder im Alter zwischen 3 und 6/7 Jahren auf, die optional den Kindergarten besuchen, unter der Voraussetzung, dass die Kinder vor dem Schuleintritt drei Jahre Vorschulerziehung besuchen müssen. Im Schuljahr 2007/2008 waren 74,8 % der Kinder im Alter von 3–6 Jahren in Kindergärten angemeldet. Im Jahr 2003 wurde zunächst ein Jahr Vorschulerziehung verpflichtend eingeführt und im Jahr 2012 wurde diese auf zwei Jahre Vorschulerziehung ausgeweitet, 2020 auf drei Jahre.

### Grundschulbildung
Die Grundschule (Klassen 1–7) umfasst die Primarschule (Начално, Klassen 1–4) und die Mittelschule (Основно, Klassen 5–7). Kinder beginnen in der Regel im Alter von 7 Jahren mit der Grundschulbildung, können auf Wunsch der Eltern jedoch auch mit 6 Jahren beginnen. Das Zertifikat der Primarschule und das Zertifikat der Mittelschule werden nach erfolgreichem Abschluss der 4. bzw. 7. Klasse erworben. Gymnasien verwenden die Noten als wichtiges Zulassungskriterium.
Ein Förderschulwesen ist sehr gering ausgeprägt.

### Sekundarschulbildung
Die Sekundarschule umfasst selektive Gymnasien, Gesamtschulen und Berufsschulen. Die Zulassung zu Gesamtschulen basiert auf den Noten der Aufnahmeprüfungen, in der Regel in Literatur und/oder Mathematik, sowie auf den Noten der Mittelschule. Die Aufnahme ins Gymnasium ist nach erfolgreichem Abschluss der 7. Klasse möglich (oder 8. Klasse für Schüler, die die Mittelschule vor 2017 abgeschlossen haben).
Wer sich intensiver mit Sprachen, Mathematik oder Informatik befassen möchte, bewirbt sich in der Regel nach der 7. Klasse für eine weiterführende Schule (Средно училище), das Gymnasium. Schüler des Gymnasiums müssen die 12. Klasse erfolgreich abschließen und Immatrikulationsprüfungen in bulgarischer Sprache und Literatur sowie einem Fach (oder zwei Fächern) ihrer Wahl ablegen. Sie erhalten ein Diploma za sredno obrazovanie (Diplom der Sekundarschulbildung) mit einem Notendurchschnitt, der sich aus den Noten der Pflicht- und Spezialkurse der 11. und 12. Klasse sowie den Noten der Immatrikulationsprüfungen zusammensetzt. Es gibt auch Spezial- oder Profilgymnasien (профилирана гимназия).
Die duale Berufsausbildung wurde im Jahr 2016 in Bulgarien eingeführt. Sie kombiniert die theoretischen Hintergründe eines Berufes in einer Berufsschule mit dem praktischen Arbeiten in einem Ausbildungsbetrieb.

### Hochschulbildung
Es gibt Universitäten, spezielle Hochschulen und Fachhochschulen (College). Universitäten bieten drei Abschlussstufen: Bachelor (Bachelor), Master (Absolvent) und Doktorgrad. Die Bachelor-Phase dauert mindestens vier Jahre und die Master-Phase fünf Jahre nach Abschluss der Sekundarstufe oder ein Jahr nach dem Erwerb eines Bachelor-Abschlusses. Die dritte Stufe der Hochschulbildung führt zur Erlangung eines Ph.D. Spezialisierte Hochschulen bieten Abschlüsse in einem oder mehreren Bereichen der Wissenschaften, Kunst, Sport und Verteidigung an. In der Regel geben die Namen dieser Institutionen den Fachbereich an. Fachhochschulen bieten Abschlüsse nach drei Jahren Studium unterhalb des Universitätsniveaus an.
Das bulgarische Hochschulsystem wurde Mitte der 1990er Jahre neu organisiert. Im Jahr 2017 gab es insgesamt 50 Universitäten und Hochschulen (37 staatliche und 13 private), an denen 230.000 Studierende eingeschrieben waren.
Siehe: Liste der Universitäten in Bulgarien

## Geschichte
Die ersten Schulen in Bulgarien eröffnete im 9. Jahrhundert Zar Simeon der Große. In dieser Zeit wurden auch zwei bedeutende sprachlich-literarische Kirchenschulen in Ohrid und Preslaw gegründet, die den neu christianisierten bulgarischen Slawen das glagolitische und das kyrillische Alphabet beibrachten. Die Schule in Ohrid hatte zeitweise mehr als 3000 Schüler. In der osmanischen Zeit von etwa 1400 bis 1878 erhielten nur Klosterschulen die bulgarische Sprache lebendig. Anfangs diente der Unterricht bei einem Geistlichen rein kirchlichen Zielen, erst im 18. Jahrhundert wurden daneben stärker weltliche Bildungsinhalte vermittelt. Der Geistliche Neofit Rilski (1793–1884) gilt als der Bildungsreformer Bulgariens.

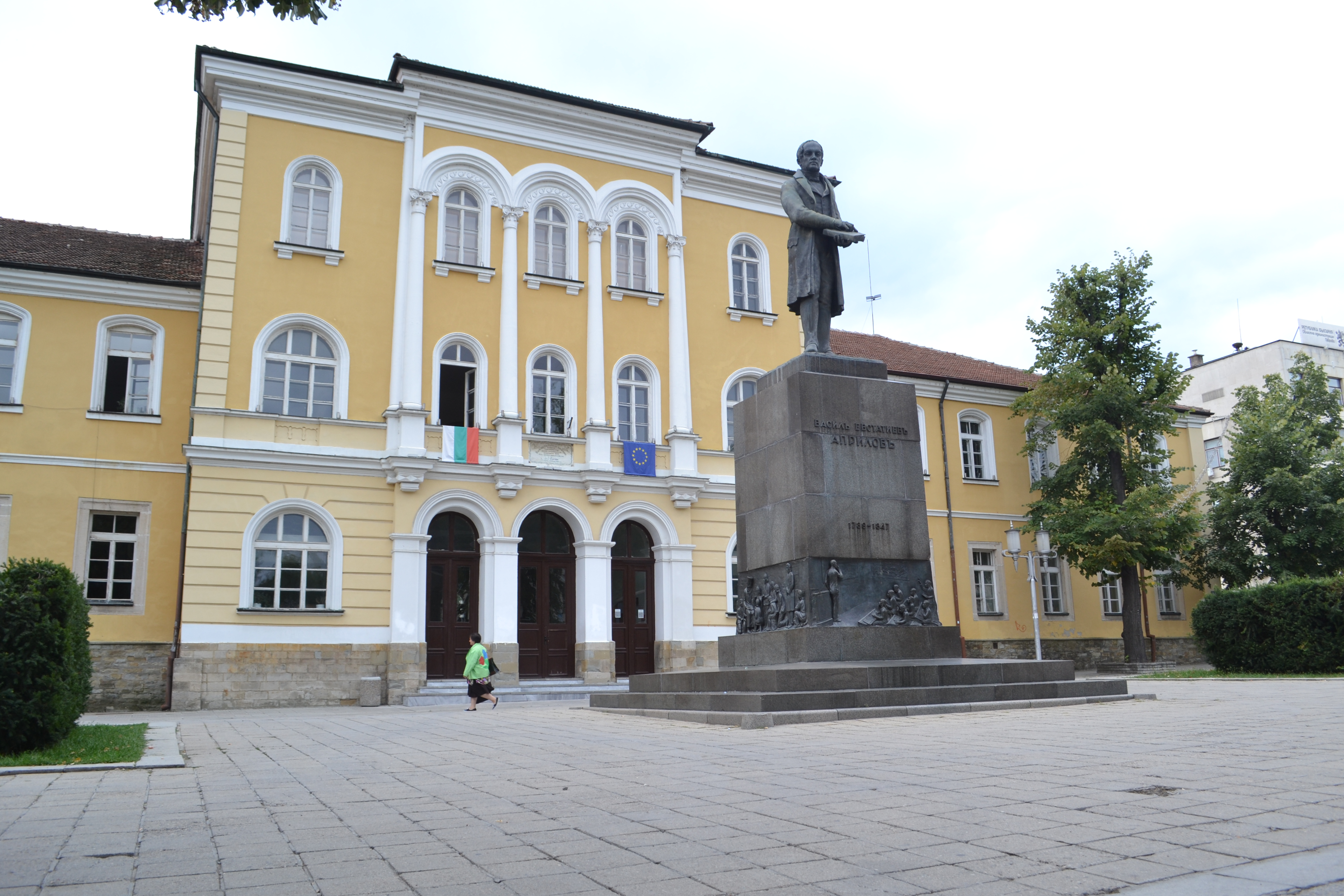
Das 1835 gegründete Aprilow-Gymnasium in Gabrowo heute

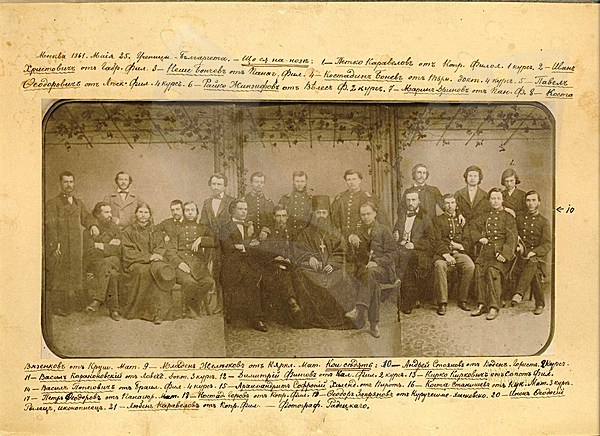
Bulgarische Studenten in Moskau, 25. Mai 1861: Stehend von rechts nach links: Petko Karawelow, Iwan Christowitsch, Nescho Bontschew, Konstantin Bonew, Pawel Teodorowitsch, Rajko Schinsifow, Marin Drinow, Kosta Wessenkow, Mladen Scheljaschkow; sitzend von rechts nach links: Andrej Stojanow, Wassil Karakoniwski, Dimitar Fingow, Kirko Kirkowitsch, Wassil Popowitsch, Archimandrit Sofronij von Hilandar; Konstantin Stanischew, Petar Teodorow, Konstantin Gerow, Todor Saprjonow, Inok Teodosij Rilez, Ljuben Karawelow

Moderne Schulen wurden im frühen 19. Jahrhundert unter osmanischer Herrschaft zunächst für Jungen, dann für Mädchen eröffnet. Diese Schulen boten nur Elementarunterricht wie Lesen, Schreiben und Grundrechenarten an. Wer die Ausbildung fortsetzen wollte, musste ein Studium im Ausland, meist in Frankreich, Deutschland (→ Bulgaren in Deutschland) und seit dem Krimkrieg (1853/56) und mit dem Erstarken des Panslawismus in Russland absolvieren. Erste höhere Schulen entstanden ebenso, die an der Bulgarischen Wiedergeburt beteiligt waren: das Aprilow-Gymnasium (1835), Männergymnasium von Plowdiw Kyrill und Method (1850), Bolgrader Gymnasium (1858), Bulgarisches Männergymnasium von Thessaloniki (1880), Bulgarisches Jungengymnasium von Adrianopel (1891). Dabei wurde nicht nur der türkische Islam, sondern auch der panhellenische Druck der griechisch-orthodoxen Kirche bekämpft. Im Schuljahr 1878–1879 existierten 1027 Knaben- und 61 Mädchenschulen.
Nachdem Bulgarien 1878 die osmanische Herrschaft abgeschüttelt hatte, begann es mit der Reform seines Bildungssystems. Bereits im Jahr 1878 verabschiedete die provisorische Verwaltung Bulgariens einen vorläufigen Erlass über die nationalen Schulen, um die Gründung von Schulen in Dörfern zu fördern. Viele Bauern ließen ihre Kinder jedoch nicht zur Schule gehen im Glauben, Bildung sei für das bäuerliche Leben nicht relevant. Bei seiner Arbeit griffen Drinow und seine Mitarbeiter auf russische Modelle zurück, wenn die bulgarischen Bildungstraditionen aus der Wiedergeburtszeit keine Lösung für ein Problem boten. Dennoch gab es keine Russifizierung der bulgarischen Schulen. Russisch war zwar die offizielle Sprache der provisorischen Verwaltung, aber nicht die der Schulen. Im Gegensatz zu allen anderen Bereichen der provisorischen Verwaltung, in denen es viele russische Beamte gab, gab es im Bildungswesen keine.
In den nächsten Jahren suchte man sich von den russischen Vorbilder zu trennen. So hielten die Delegierten der Großen Nationalversammlung im Art. 78 der Verfassung von Tarnowo fest, dass die Grundschulbildung für alle Untertanen des bulgarischen Fürstentums kostenlos und obligatorisch sei. Auch sollte diese weltlich in der Tradition der Wiedergeburtszeit und nicht wie in Russland der Kirche unterstehen. Und dennoch wurden mit finanzieller Unterstützung aus Russland mehrere Mittelschulen wie in Sliwen und in Russe gegründet. Aus Böhmen, Kroatien und Russland wurden Lehrer berufen, um moderne Lehrgegenstände in den neu eröffneten Mittelschulen und neue, vor allem österreichische Lernmethoden einzuführen. Die Bildungsfunktionäre aus Böhmen wirkten zudem als Übersetzer von Lehrbüchern oder wie Konstantin Jireček als Beamten im Bildungsministerium bei der Herausarbeitung von Gesetzen und Normen.
Im Schuljahr 1880–1881 gab es im Fürstentum ein klassisches Gymnasium in Sofia mit 5 Klassen, 7 Lehrern und 228 Schülern, 5 Realschulen (Gabrowo, Lom, Kjustendil, Russe und Widdin) sowie drei pädagogischen Schulen (Dupnitza, Silistra und Belogradtschik), ein Priesterseminar in Leskovec, ein Mädchenpädagogium in Schumen und zwei Mädchengymnasien in Sofia und Tarnowo. In der von Bulgaren verwalteten osmanischen Provinz Ostrumelien gab es nur zwei Gymnasien in Plowdiw und Sliwen, zwei Mädchengymnasien in Plowdiw und Stara Zagora und eine Lehrerbildungsanstalt im Kasanlak. Zu den besten bulgarischen Schulen zählten das Plowdiwer Männergymnasium sowie die Realgymnasien in Sliwen, Gabrowo und Sofia. Die Regierung unterhielt 380 Stipendiaten im Land sowie 34 Stipendiaten im Ausland und erteilte 28 Zuwendungen den im Ausland studierenden Bulgaren.
Darüber hinaus wurden im Zeitraum 1878–1918 mehrere Universitäten gegründet, die älteste ist die Universität Sofia (Volluniversität 1888), die Medizinische Fakultät kam 1917 hinzu. Die Nationale Kunstakademie Sofia entstand 1896. Der Bildungsprozess in Bulgarien wurde während der Balkankriege (1912–1913) und des Ersten Weltkriegs unterbrochen. Erst Mitte der 1920er Jahre war der Schulbetrieb wieder normalisiert.
Während der kommunistischen Ära nahm die Sowjetunion großen Einfluss auf das bulgarische Bildungssystem. Zu den Erfolgen gehört die hohe Alphabetisierung. Der Schwerpunkt wurde durch eine verstärkte technische Ausbildung gelegt. 1969 gründete BKP-Führer Schiwkow die Polytechnische Einheitsschule, eine zwölfstufige Schule, die sich hauptsächlich auf technische Fächer konzentrierte.
Nach dem Ende der Kommunisten 1990 wurde das bulgarische Bildungssystem völlig neu aufgebaut. Die marxistisch-leninistischen Vorgaben wurden entfernt, vor allem die Religion wieder anerkannt. Das Bildungssystem litt aber unter starker Abwanderung der Bevölkerung.
Doch an den Hochschulen nahm die Zahl der Absolventen zu, zwischen 1995 und 2002 stieg die Zahl der jährlichen Hochschulabsolventen von 33.000 auf 50.000. Bulgarien hatte im Hochschuljahr 2017/18 circa 230.000 Studenten (Quelle: NSI-Nationales Statistik Institut). Aufgrund der geburtenschwachen Jahrgänge und Abwanderungen ins Ausland blieben viele Studienplätze aber unbesetzt. Der stärkste Rückgang betrifft die Studiengänge BWL und Verwaltungswissenschaften.

## Einzelbelege
1. ↑  1. The Bulgarian education system | OECD Reviews of Evaluation and Assessment in Education: Bulgaria | OECD iLibrary. Abgerufen am 20. Oktober 2023.
2. ↑  Bulgarisches Schulsystem und die Gesamtschule. Abgerufen am 2. März 2025.
3. ↑  Bulgaria | NON-STATE ACTORS IN EDUCATION | Education Profiles. Abgerufen am 20. Oktober 2023.
4. ↑  Basistabelle Öffentliche Gesamtausgaben für Bildung. Abgerufen am 20. Oktober 2023.
5. ↑  https://osteuropa.lpb-bw.de/bulgarien-opposition-minderheit
6. ↑  Bildung in Bulgarien. Abgerufen am 20. Oktober 2023.
7. ↑  Auswärtiges Amt: Deutsch-Unterricht an bulgarischen Schulen beliebt. Abgerufen am 20. Oktober 2023.
8. ↑  Deutsche Schule Sofia. Abgerufen am 21. Oktober 2023.
9. ↑  Team G2W: Bulgarien: Demonstration für obligatorischen Religionsunterricht. Abgerufen am 21. Oktober 2023 (deutsch).
10. ↑  SCHULWÄRTS! in Bulgarien – Goethe-Institut. Abgerufen am 20. Oktober 2023.
11. 1 2  Überblick: Bildung und Wissenschaft. DAAD, abgerufen am 21. Oktober 2023.
12. 1 2 3 4  Antonín Šourek: Über den mathematischen Unterricht in Bulgarien, S. 651–666
13. ↑  S. G. Pushkarev: The Emergence of Modern Russia: 1801-1917, 1985, S. 164, ISBN 978-0-88864-041-3
14. ↑  Art. 78 der Verfassung von Tarnowo. In: verfassungen.eu. Abgerufen am 13. November 2023.
15. ↑  Gueorgui Peev: Изграждането на българското образование в началото на Третата българска държава. Building of the Bulgarian education at the beginning of the Third Bulgarian State. Abgerufen am 13. November 2023 (bulgarisch).
16. ↑  https://doku.iab.de/ibv/2001/ibv0601_393.pdf
17. ↑  History of Bulgarian Comparative Education. 17. Juli 2011, archiviert vom Original (nicht mehr online verfügbar) am 17. Juli 2011; abgerufen am 20. Oktober 2023.  Info: Der Archivlink wurde automatisch eingesetzt und noch nicht geprüft. Bitte prüfe Original- und Archivlink gemäß Anleitung und entferne dann diesen Hinweis.